# Арли (департамент)
Арли (фр. Arlit) — департамент региона Агадес республики Нигер. Административно состоит из пяти коммун: центра — городской коммуны Арли и сельских Даннет, Гугарам, Иферуан и Тимиа.

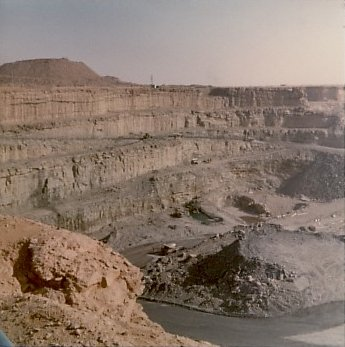
Урановый карьер у города Арли